# Brenninkmeijer (Familie)
Brenninkmeijer oder Brenninkmeyer ist der Name einer niederländischen Großfamilie mit deutschen Wurzeln. Sie ist Eigentümerin der Cofra Holding AG, zu der insbesondere das von Clemens und August Brenninkmeyer 1841 gegründete Textilhandelsunternehmen C&A gehört.
Die über 500-köpfige Großfamilie zählt mit einem geschätzten Vermögen von mehr als 25 Milliarden Euro zu den reichsten Familien Europas. Die Brenninkmeijers gelten als verschwiegen; öffentlichkeitswirksame Auftritte werden vermieden. Alle Familienmitglieder haben einen niederländischen Pass, jeder bekennt sich zum katholischen Glauben.

## Geschichte

### Bauern in Mettingen im 17. Jahrhundert

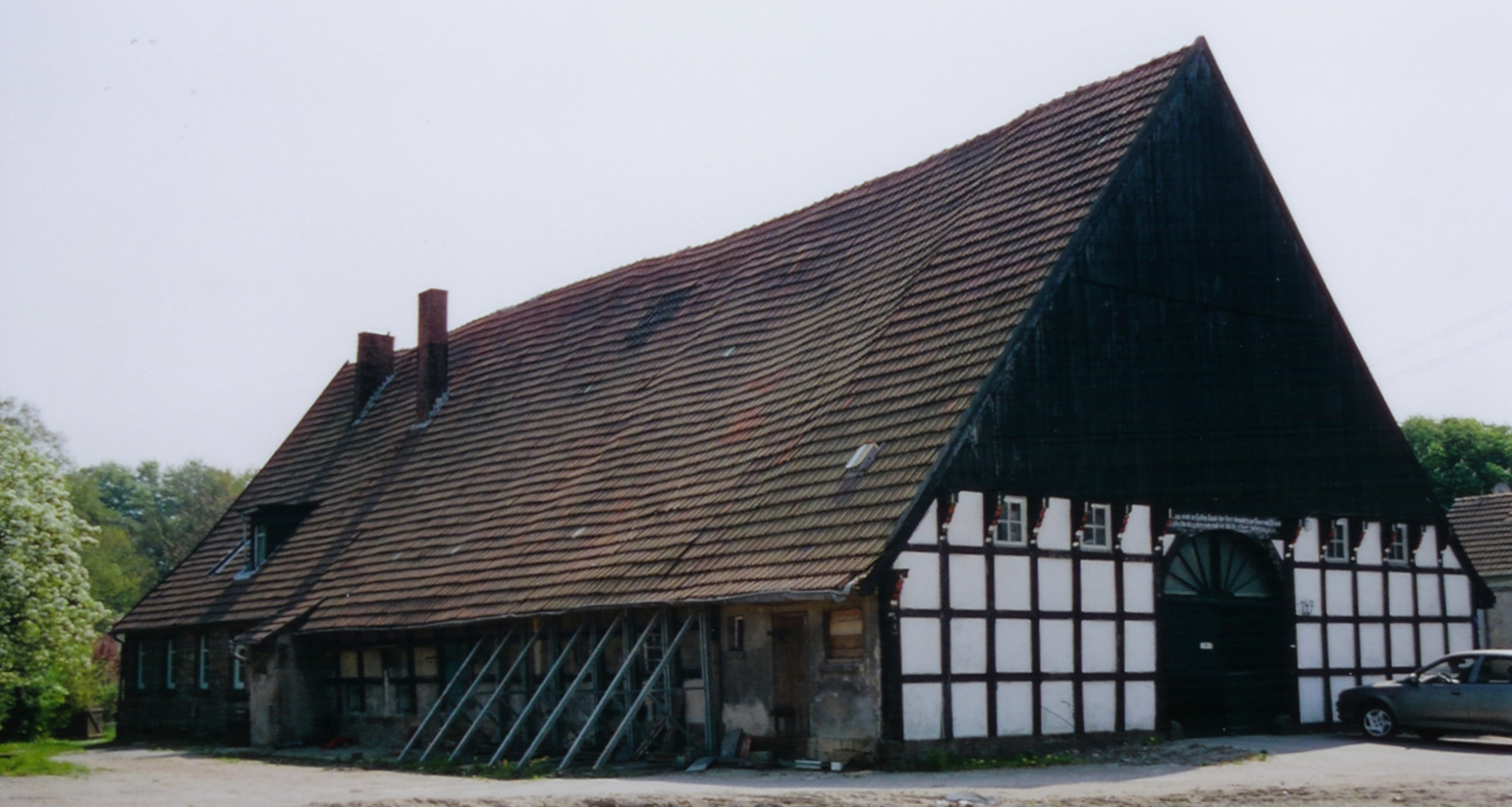
Brenninckhof in Wiehe (Mettingen) im Mai 2006

Die Familie Brenninkmeijer lässt sich erstmals im Jahr 1600 nachweisen. In diesem Jahr erhielt Johann toe Twee, genannt Brenninckmeijer then Brenninckhove, einen Bauernhof in Mettingen im Tecklenburger Land als Lehen verliehen. Lehnsherren waren die Oranier als Grafen von Lingen, zu denen Mettingen gehörte, ehe es 1702 preußisch wurde. Später Brenninckhof genannt, steht das Gebäude noch heute in der Mettinger Bauerschaft Wiehe. Wie andere Bauern auch, verdienten sich die Bewohner des Brenninckhofs ein Zubrot, indem sie den selbst angebauten Flachs spannen und das daraus entstehende Leinengewebe, sofern nicht für den Eigenverbrauch, in der Umgebung verkauften. Daraus entstand im 17. Jahrhundert der sogenannte Töddenhandel, bei dem häufig die Söhne der Tecklenburger Bauern die Produkte als Wanderhändler in Holland und darüber hinaus verkauften. Neben den in Hausarbeit gefertigten Textilien betrieben die Tödden schon bald auch Handel mit hinzugekauften Leinenstücken aus benachbarten Regionen. Ab dem 18. Jahrhundert spezialisierten sich die Tödden als Hausierer auf den Zwischenhandel mit Leinen, anderen Geweben und Bekleidung. Mettingen wurde dadurch zu einem vergleichsweise wohlhabenden Dorf.

### Textilhändler in Sneek

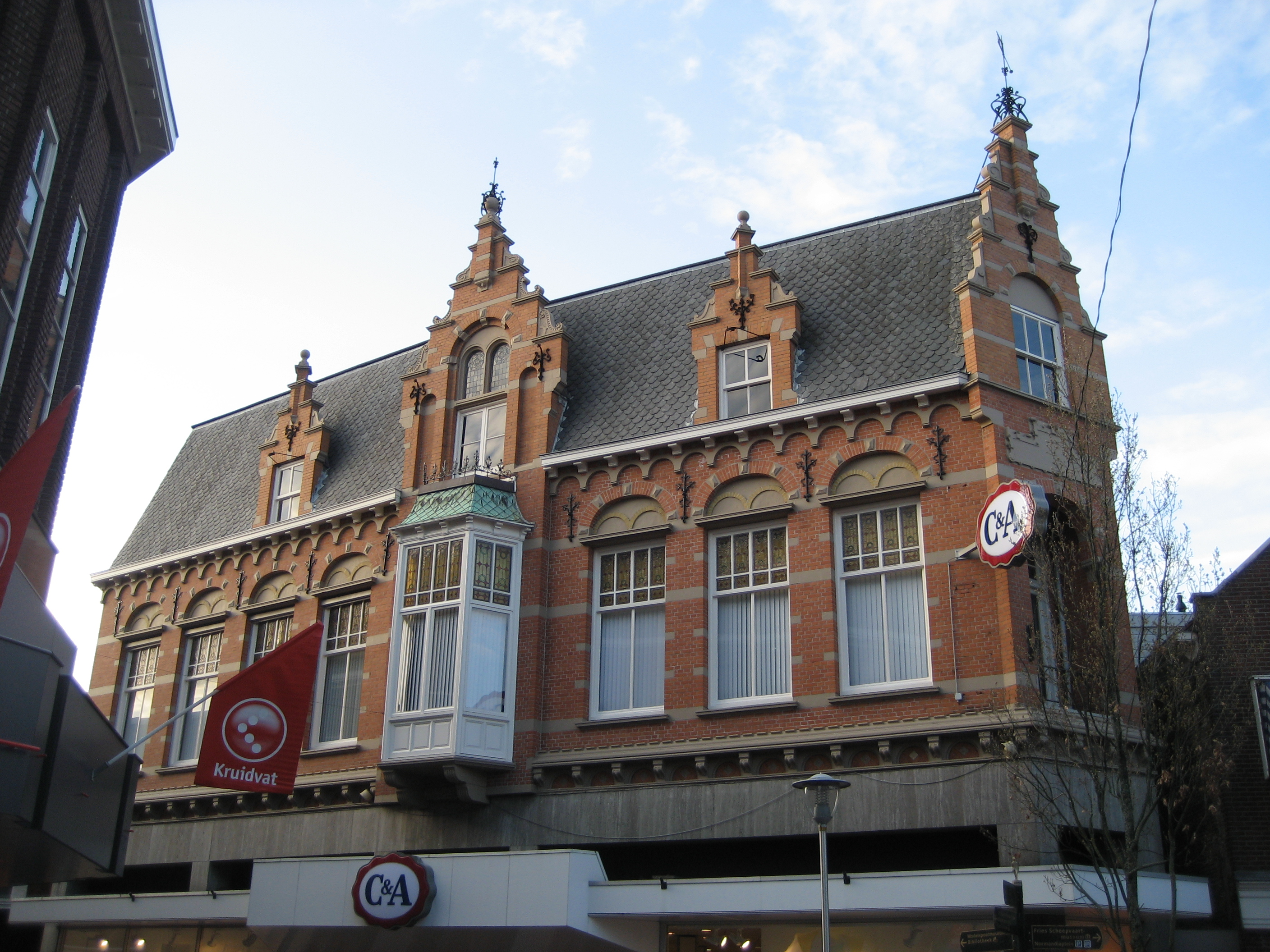
C&A-Filiale in Sneek, 2013

1671 nahm Johann Brenninkmeijer (1635–1691), damals Eigentümer des Brenninckhofs, den Töddenhandel mit westfälischem Leinenstoff nach Friesland auf. Zusammen mit seiner Frau Catharina tor Wische verkaufte er den Hof an seine Brüder Jörgen und Hermann; seine Familie lebte die nächsten drei Generationen vom Töddenhandel. Gegen Ende des 18. Jahrhunderts suchten Preußen und die Niederlande den Wanderhandel aus steuerlichen Gründen zu unterbinden. Auch die Stadt Sneek in Friesland forderte die Tödden 1785 auf, sich niederzulassen. Jan Henric Brenninkmeijer (1729–1813) erwarb daraufhin 1787 das Bürgerrecht in Sneek. 1790 wurde die Firma H. Brenninkmeijer & Co. in Sneek von drei seiner Söhne gegründet, nämlich Johann Hermann (1761–1846), Johann Gerhard (1764–1843) und Johann Bernhard (1775–1825). Von nun an bereisten die Brenninkmeijers von ihrem Laden in Sneek aus ihre Kundschaft in Friesland und darüber hinaus.
Trotz mehrerer Naturkatastrophen in den 1820er Jahren in den Niederlanden lief das Geschäft der Brenninkmeijers wohl gut: Die Firma umfasste 1818 zehn Teilhaber, davon einige der verwandten Familie Becker, ebenfalls Tödden aus Mettingen.
Ende 1827 wurde das Unternehmen geteilt: Die Söhne von Johann Hermann firmierten nun als H. Brenninkmeijer & Zonen (Sneeker Linie), zwei Söhne Johann Gerhards und drei Familienmitglieder der Beckers nannten sich G. Brenninkmeijer & Co. Aus der Sneeker Linie, deren Unternehmen 1974 mit der Firma Topform fusionierte, entstand 1846 das Unternehmen Gebr. Brenninkmeijer in Leeuwarden (Leeuwarder Linie). Das letzte Unternehmen dieser Linie wurde 1998 aufgegeben.
Johann Gerhard, der sich bereits 1822 aus dem Geschäft zurückgezogen hatte, hatte sechs Söhne; die ältesten beiden,  (ebenfalls) Johann Gerhard (1799–1830) und Johann Hermann (1801–1863), führten ab 1828 das Geschäft G. Brenninkmeijer & Co. Auch die beiden mittleren Söhne Clemens (1818–1902) und August (1819–1892) wurden 1832 bzw. 1835 aus Mettingen nach Sneek geschickt, um bei ihrem älteren Bruder den Kaufmannsberuf zu lernen.

### Gründung von C. & A. Brenninkmeijer 1841 in Sneek

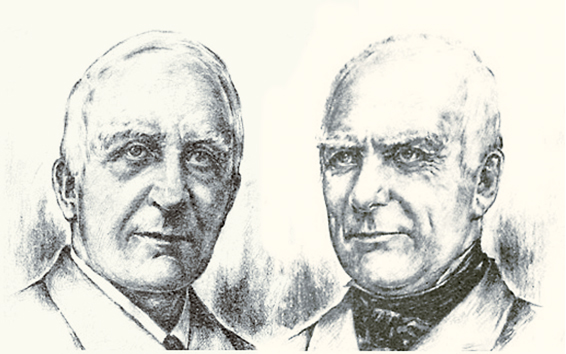
Clemens und August Brenninkmeijer

Wegen langjährigen Streitigkeiten zwischen den Brüdern zog der Vater 1840 10.000 Gulden aus G. Brenninkmeijer & Co. ab, Clemens und August verließen das Unternehmen und gründeten zum 1. Januar 1841 mit 3.301 Gulden Eigenkapital und dem Geld des Vaters als Kredit die Firma C. & A. Brenninkmeijer, das bis heute in Form der C&A Mode GmbH & Co. KG besteht. Es befindet sich mittlerweile in sechster Generation in Familienbesitz.

## Tradition
Ein strenger Vorschriftenkatalog führt dazu, dass das Unternehmen C&A bis heute in Familienbesitz ist. Diese schriftlich fixierten „Unitas-Regeln“, die bis in die Mitte der 1990er Jahre Bestand hatten, umfassten zehn Leitsätze, einer davon lautete „Handelssache ist Männersache“. Er soll auf das Zerwürfnis zwischen Clemens und August Brenninkmeijer mit ihrem Bruder 1840 zurückgehen, dessen Frau Elisabeth de Jong ein Mitspracherecht in Geschäftsfragen einforderte.
Erst nach langer Ausbildung, in der sich ein Sohn der Familie als tauglich erwiesen hat, durfte dieser Teilhaber am Unternehmen werden. Erst seit den 1990er Jahren besteht auch für Töchter die Möglichkeit, die Ausbildung im Unternehmen zu absolvieren und in Führungspositionen aufzusteigen.
In der Regel fängt die Karriere eines Brenninkmeijers mit einfachen Aufgaben im Unternehmen an. Spätestens mit 30 Jahren übernehmen die Familienmitglieder dann ihre ersten Führungsaufgaben.
Jeder der zwölf Familienstämme besitzt ein Domizil in Mettingen (Nordrhein-Westfalen). Die Geschichte der Dynastie ist auf dem Friedhof zu verfolgen, fast jeder Brenninkmeijer hat dort seine letzte Ruhe gefunden.

## Vermögen

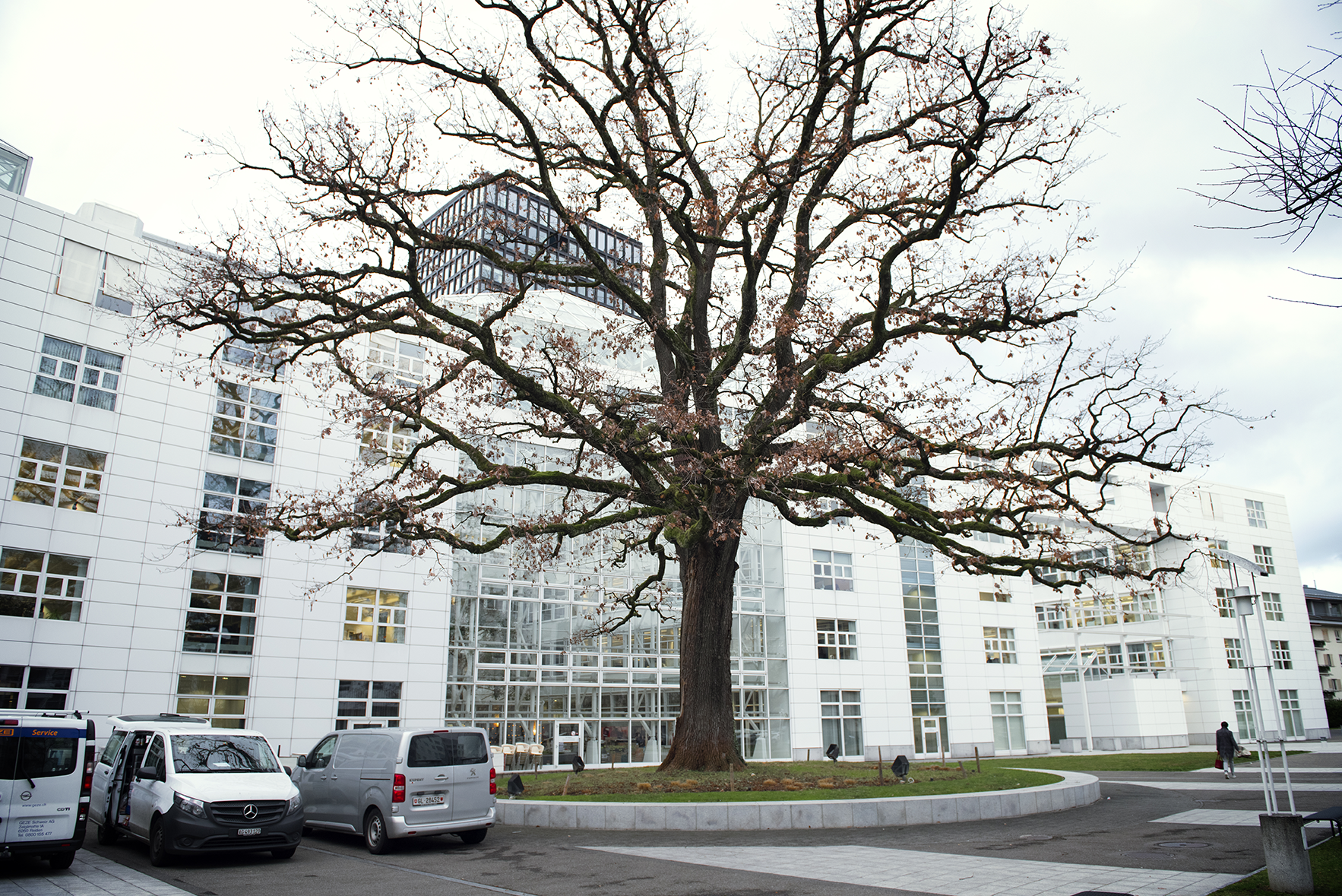
Sitz der Cofra Holding in Zug, 2019

Neben dem Textilunternehmen C&A Mode gehören seit den 1990er Jahren auch Immobilien, Private Equity und Finanzdienstleistungen zu den Vermögenswerten der Familie. Seit 2001 besteht die Cofra Holding AG mit Sitz im schweizerischen Zug, die alle Tätigkeiten unter ihrem Dach bündelt. Mittlerweile trägt der Textilhandel nur noch ein gutes Drittel zum Gesamtumsatz des Unternehmens bei. Die Cofra Holding AG beschäftigt direkt oder indirekt über Vermögenswerte insgesamt circa 50.000 Menschen weltweit.
Die Anteile am Unternehmen werden nicht vererbt und dürfen nicht verkauft werden. Das Recht, Anteile zu kaufen, bekommt nur, wer einen der Spitzenjobs innehat. Die Anteile werden spätestens mit 65 Jahren zum aktuellen Wert zurückgegeben. Führungspositionen werden bereits mit 55 Jahren aufgegeben. Die Stimmrechte sind unter den Teilhabern gleich verteilt – unabhängig von der Anzahl der Aktien.
Ab Mitte der 1980er Jahre reagierte das Unternehmen auf aufkommende Konkurrenz durch Gap, Hennes & Mauritz oder Zara zuerst gar nicht und später falsch. Geschäftsführende Gesellschafter der fünften Generation wie Norman R. und Dominic G. Brenninkmeijer fixierten sich während der C&A-Krise in den 1990er Jahren weniger auf die Textilbranche und betrachteten nun auch die Immobilien des Konzerns als Geldquelle. Die Brenninkmeijers stiegen mit dem hierfür gegründeten Unternehmen Redevco in das Immobilienmanagement ein. Private-Equity-Unternehmen betreibt die Familie mittlerweile über die Gesellschaften namens Bregal Investments.
Das Vermögen von über 25 Milliarden Euro setzt sich wie folgt zusammen:
| Cofra Holding AG zu 100 % in Familienbesitz | Cofra Holding AG zu 100 % in Familienbesitz | Cofra Holding AG zu 100 % in Familienbesitz | Cofra Holding AG zu 100 % in Familienbesitz |
| ------------------------------------------- | ------------------------------------------- | ------------------------------------------- | ------------------------------------------- |
| Textilhandel                                | Immobilien                                  | Private Equity                              | Finanzdienstleistungen                      |
| C&A                                         | Redevco                                     | Bregal Investments Entrepreneurs Fund       | Banco Ibi C&A (Mexiko und Argentinien)      |
| mehr als 10 Mrd. Euro                       | etwa 9 Mrd. Euro                            | etwa 19 Mrd. Euro                           | verkauft                                    |

2010 hat die Familie Brenninkmeijer einen Verlust von mindestens 3,6 Milliarden Euro auf die Gesellschaft Good Energies abschreiben müssen. Die von C&A im Jahr 2000 gegründete brasilianische Banco Ibi S.A. und Teile ihrer mexikanischen Schwester wurden im Juni 2009 für 1,4 Milliarden Real an die brasilianische Großbank Banco Bradesco verkauft.

### Redevco
Die Redevco Immobilienverwaltung wurde 1999 zur Verwaltung der C&A-Häuser gegründet. Anfangs hatte sie einen Immobilienwert von ca. 9 Mrd. Euro. Durch Zukäufe werden inzwischen über 600 Immobilien europaweit verwaltet.

### Bregal Investments
Bregal Investments wurde von der sechsten Generation der Familie im Jahre 2002 gegründet. Seither wurden über 19 Mrd. US-Dollar in diverse Branchen investiert. Das Unternehmen hat folgende Geschäftsbereiche:
- Bregal Capital – Investitionen in Europa[15]
- Bregal Partners – Investitionen in Nordamerika und im Mittleren Osten[16]
- Bregal Energy (bis 2012 Good Energies[17]) – Investitionen in erneuerbare Energien[18]
- Bregal Sagemount – Investitionen in schnell wachsende Unternehmen[19]
- Bregal Private Equity Partners[20]
- Birchill Exploration – Exploration von Öl und Gas in West-Alberta[21]

Unter den 300 Reichsten der Schweiz belegte die Familie 2018 den 6. Platz mit einem geschätzten Vermögen von 15 bis 16 Milliarden Schweizer Franken.

### Entrepreneurs Fund
Der Entrepreneurs Fund investiert seit 2002 in Start-Ups. So war der Entrepreneurs Fund unter anderem an Q Cells, VasoPharm und REC Solar beteiligt.

### Porticus
Seit 1995 koordiniert die Stiftung Porticus Amsterdam die gemeinnützigen Aktivitäten der Familie.

## Das Brenninkmeyer-Panel (familieninternes Streitbeilegungsgremium)
Als der Familienangehörige Alexander Brenninkmeijer 2004 ein Unternehmen namens Alexander Brenninkmeijer GmbH & Co KG zum Betrieb des Modelabels namens „Clemens en August“ gründete, sah die Cofra Holding durch die Wahl des Markennamens ihre weltweiten Markenrechte an C&A verletzt und klagte. Dies überraschte das junge Unternehmen und erschütterte die Beziehung der Familienangehörigen untereinander, da das Vorhaben Alexander Brenninkmeijer zufolge vom Gesellschafterkreis im Vorfeld gebilligt worden war. Es kam zu einem fünf Jahre andauernden Rechtsstreit, der letztlich 2009 durch einen Vergleich beigelegt wurde, nachdem Alexander Brenninkmeijer bis dahin alle Gerichtsprozesse gewonnen hatte.
Teil des Vergleichs war die Einrichtung eines für die Beilegung familieninterner geschäftlicher Streitigkeiten zuständigen Schiedsgerichts, um ähnliche Auseinandersetzungen zwischen dem Gesellschafterkreis („Sneekerkring“) und anderen Familienangehörigen in der Zukunft zu vermeiden. Das „Brenninkmeyer-Panel“ kann als Mediator tätig werden, aber auch verbindliche und unverbindliche Entscheidungen treffen. Das Gremium soll ständig mit mindestens fünf unabhängigen Mitgliedern besetzt sein, die in der Regel Juristen sind und nichts mit der Familie zu tun haben dürfen. Die aktuellen Richter wurden aufgrund einer schiedsvertraglichen Vereinbarung von den Gesellschaftern gemeinsam mit Alexander Brenninkmeijer ernannt. Das Panel unterhält ein neutrales Büro, an das sich jedes Familienmitglied wenden kann. Es arbeitet nach einem eigens beschlossenen Regelwerk, das den Mitgliedern der Familie in drei Sprachen übersetzt zur Einsichtnahme offenliegt. Die Arbeit des Panels hat bereits zu ersten Entscheidungen geführt und beispielsweise den Ausschluss eines Gesellschafters aus dem Kreis der Unternehmer aufgrund seiner Scheidung für unzulässig erklärt. Ob die Einrichtung innerhalb der Familie auf bleibende Akzeptanz stößt und sich durchsetzt, ist aber noch offen.

## Familienangehörige
alphabetisch sortiert
- Albert Brenninkmeijer (* 1974), heiratete 2012 in der Basilika San Miniato al Monte in Florenz Prinzessin Maria-Carolina de Bourbon de Parma, eine Nichte der damaligen Königin Beatrix der Niederlande[26]
- Aldegonde Brenninkmeyer-Werhahn, seit 1967 verheiratet mit Hubert Brenninkmeijer, Gründerin und Direktorin der International Academy for Marital Spirituality (INTAMS) in Brüssel
- Lawrence Brenninkmeijer, Mitglied des Cofra Board of Directors, seit 2013 verheiratet mit der Journalistin Nazlı Tolga[27]
- Alexander Brenninkmeijer, Gründer der Modemarke „Clemens en August“, zuvor unter anderem acht Jahre bei C&A tätig[28], familieneigener Streitbeilegungsrat der Familie Brenninkmeijer[25]
- August Brenninkmeyer (1819–1892), Gründer von C&A
- Bart Brenninkmeyer, Vorstandsvorsitzender von C&A in Deutschland
- Bernard Brenninkmeijer (1893–1976), Gründer der „Liberna Collection“
- Bernward Brenninkmeyer, freier Unternehmensberater in Wien, bis Januar 2000 ranghoher C&A-Leiter
- Clemens Brenninkmeijer (1818–1902), Gründer von C&A
- Cornel G. Brenninkmeijer (* 1967, einziger Bruder von Dominic), in der Leitung des Anlageunternehmens Entrepreneurs Fund und Vorstandsvorsitzender der Medivita GmbH (Geschäftsfeld Gesundheitsmarkt)
- Dominic G. Brenninkmeijer (* 1957)[29], Manager bei dem Anlageunternehmen Bregal Investments, zuvor Leiter der C&A-Zentrale in Düsseldorf
- Erik Brenninkmeijer, Vorsitzender im Personalausschuss der Cofra Holding AG
- Etienne Brenninkmeijer (1956–2023), u. a. ehemaliger Managing Director Redevco Germany, Redevco Italy, Redevco Austria, Redevco Central Europe
- George L. Brenninkmeijer (* 1954 in Glasgow), Gründer und Business Angel der Brenninkmeijer Holding GmbH, zuvor 24 Jahre bei C&A[30]
- Johannes Ludgerus Bonaventure Brenninkmeijer (1930–2003), römisch-katholischer Bischof des Bistums Kroonstad

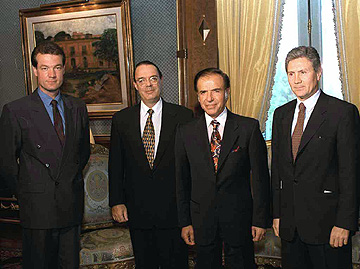
Lucas Brenninkmeijer (links) mit dem argentinischen Präsidenten Carlos Menem, 1996

- Lucas Brenninkmeijer (links) mit dem argentinischen Präsidenten Carlos Menem, 1996Lucas Brenninkmeyer (1958–2020), Leiter des Europa-Geschäfts von C&A
- Marcel Egmond Brenninkmeijer, Vorstand des Beteiligungsunternehmens Good Energies, von 2003 bis November 2010 Mitglied im Aufsichtsrat (davon Juni 2009 bis Juni 2010 als Vorsitzender) von Q Cells[31][32]
- Martijn Brenninkmeijer[33]
- Maurice Brenninkmeijer[34]
- Michael Louis Maria Brenninkmeijer (1955–2023), Unternehmer, ab 2013 niederländischer Statthalter des Ritterordens vom Heiligen Grab zu Jerusalem[35]
- Norman R. Brenninkmeijer, CEO von C&A in der Schweiz
- Philipp Brenninkmeyer (* 1964), Schauspieler
- Philippe Brenninkmeyer, CEO C&A Europa[36]
- Stephen Brenninkmeijer, in der Leitung des Anlageunternehmens Entrepreneurs Fund, Leitung des Risikokapitalfonds Andromeda, Network for Teaching Entrepreneurship (NFTE)
- Theresa Brenninkmeijer (* 1959), 1998–2011 (abgesetzt) Äbtissin der 2013 aufgehobenen Zisterzienserinnenabtei Sostrup; zugleich höhere Oberin der in den 2000er Jahren gegründeten und 2013 ebenfalls aufgehobenen Tochterklöster der Abtei, darunter das Kloster Herz Jesu in Düsseldorf; seit 2008 Generaläbtin der 2014 aufgelösten Böhmischen Zisterzienserkongregation;[37] sie lebt mittlerweile mit verbliebenen Anhängerinnen außerhalb des Zisterzienserordens in einer kirchenrechtlich nicht anerkannten Gemeinschaft (Stand: 2017).[38][39][40][41]

### Sonstiges

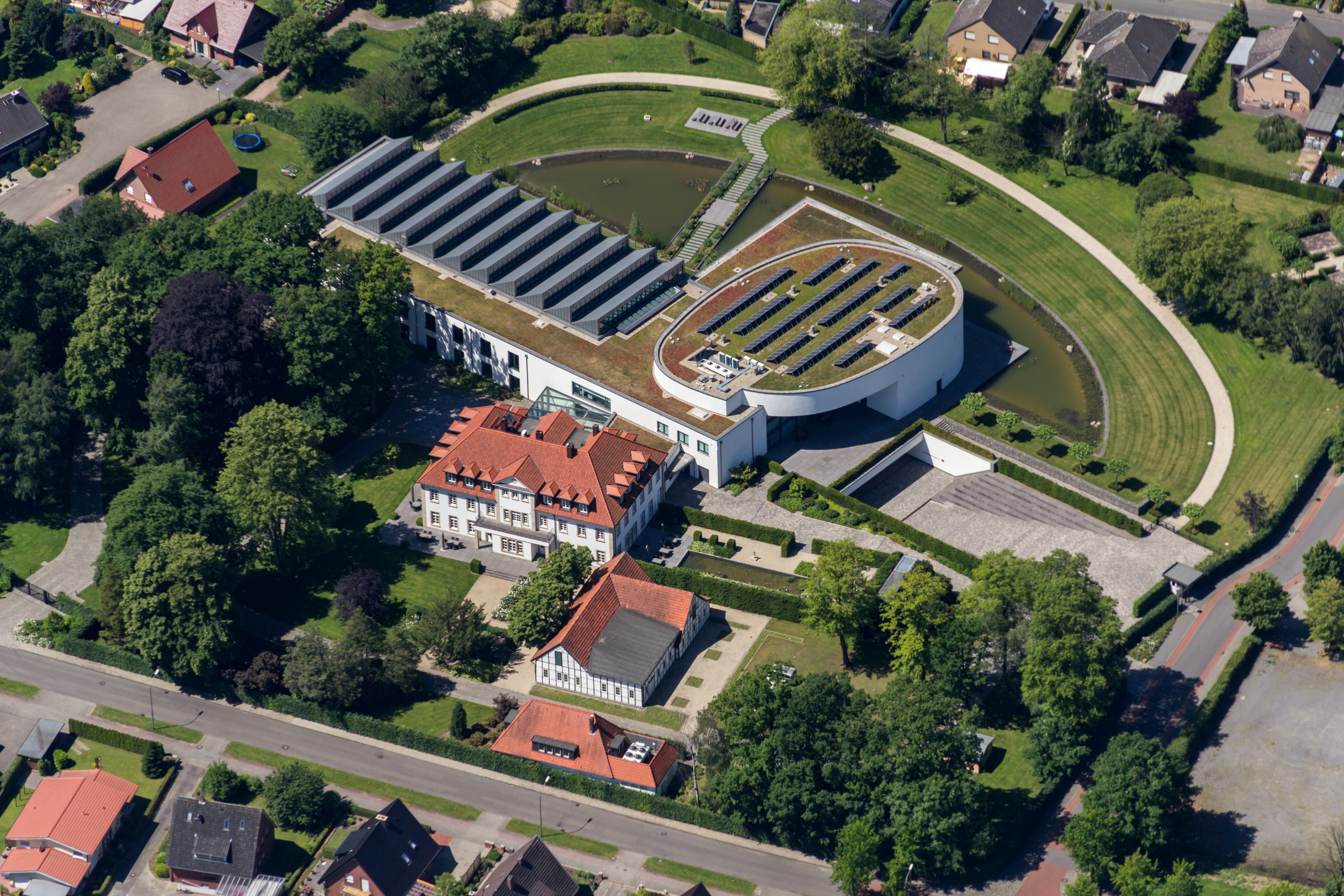
Luftaufnahme der Draiflessen Collection in Mettingen, 2014

Das 1756 erbaute Herrenhaus Grönwohldhof in Grönwohld befindet sich bis heute im Besitz der Familie Brenninkmeyer.
Seit 2009 ist das von der Brenninkmeijer-Familie gegründete Museum Draiflessen Collection in Mettingen ansässig. Das Museum, das von einer Gemeinnützigen GmbH geführt wird, umfasst ca. 800 Quadratmeter Ausstellungsfläche. Es befindet sich auf dem ehemaligen Gelände von C&A, das nach dem Krieg die erste Produktion und Verwaltung beherbergte. Die neuen Gebäude wurden zum Teil in Anlehnung an die Bestandsgebäude geplant und wiederaufgebaut, auch die sogenannte Villa „Haus Overgünne“, das ehemalige Verwaltungsgebäude, wurde als nahezu vollständige Kopie unter Verwendung alter Bauteile wieder aufgebaut.